# Камо Сю
Сю Камо (яп. 加茂 周, нар. 29 жовтня 1939, Асія) — японський футболіст, що грав на позиції нападника. По завершенні ігрової кар'єри — футбольний тренер.

## Ігрова кар'єра
Народився 29 жовтня 1939 року в місті Асія, Префектура Хьоґо. Займався футболом в команді Університету Квансей Гакуїн.
У дорослому футболі дебютував 1965 року виступами за команду «Янмар Дизель», кольори якої і захищав протягом усієї своєї кар'єри гравця, що тривала до 1969 року.

## Кар'єра тренера
По завершенні ігрової кар'єри увійшов до тренерського штабу клубу «Янмар Дизель».
З 1974 року протягом тривалого терміну очолював клуб «Ніссан Моторс», з яким виграв чемпіонат в Японії. Крім того, з клубом чотири рази виграв Кубок Імператора в 1983, 1985, 1988 і 1989 роках.
У 1989 році, незабаром після перемоги в чемпіонаті, Камо пройшов у «Йокогама Флюгелс», спочатку як спортивний директор, а потім, починаючи з 1991 року, як тренер, з яким також вигравав Кубок Імператора у 1993 році.
В грудні 1994 року Камо став головним тренером збірної Японії, якою мав керувати на Кубку Короля Фахда 1995 року. На цьому турнірі Японія програла обидва матчі групового етапу: 0:3 Нігерії і 1:5 Аргентині і не вийшла з групи. Незважаючи на це Сю продовжив працювати з командою і на Кубку Азії 1996 року, де Японія захищала чемпіонський титул. На цьому континентальному турнірі в ОАЕ Японія виграла всі три матчі групового етапу, але у чвертьфіналі поступилась 0:2 Кувейту і вибула з турніру. У 1997 році під керівництвом Камо Японія розпочала відбірковий етап до чемпіонату світу 1998 року , під час якого він був звільнений.
В липні 1999 року підписав контракт на 2,5 роки з клубом «Кіото Санга», але вже в червні 2000 року був звільнений через незадовільні результати. Вже без нього клуб за результатами сезону 2000 року вилетів у другу Джей-лігу.
В подальшому Камо став працювати в університетських футбольних командах, а також працював коментатором на каналах NHK та NTV.

## Досягнення

### Як тренера
- Чемпіон Японії: 1988/89
- Володар Кубка Імператора: 1983, 1985, 1988, 1989, 1993